# Jalili Fadili
Jalili Fadili (1940) é um ex-futebolista profissional marroquino, que atuava como defensor.

## Carreira
Jalili Fadili fez parte do elenco da histórica Seleção Marroquina de Futebol da Copa do Mundo de 1970.